# 當獨裁成為事實，革命就是義務
「當獨裁成為事實，革命就是義務」是一句標語，流行於台灣和香港，首次出現在2014年的太陽花運動被噴在立法院外牆，之後在香港雨傘革命中也有使用。

## 由來
該句子源自瑞士作家帕斯卡·梅西耶的小說《里斯本夜車》中，在故事裡是一位角色的墓誌銘，原文是葡萄牙語，主要是描述1974年於葡萄牙爆發的康乃馨革命。

## 使用

### 太陽花學運

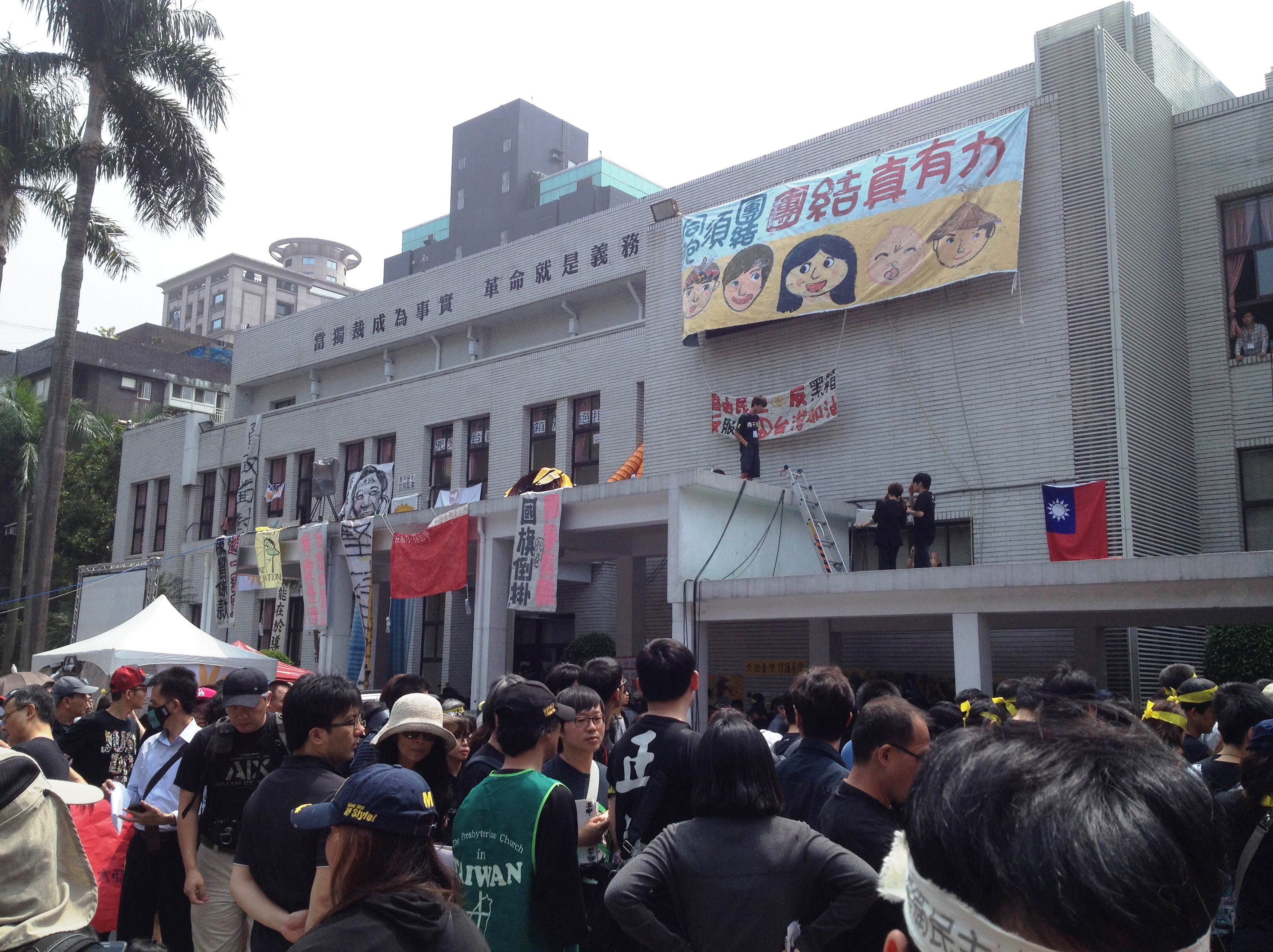
立法院（國會）議場外牆上的黑色噴字「當獨裁成為事實，革命就是義務」

2014年台湾的太陽花學運中，這段話被喷在立法院現場，並且成為之後反對違反朝野協商結果逕行通過《海峽兩岸服務貿易協議》的行動宣言之一。3月21日上午，抗議學生持續集結在立法院青島東路側門周邊，同時學生也發起「街頭民主教室」進行相關議題之演講。稍後前民主進步黨主席施明德女兒施蜜娜爬到立法院議場二樓北側外牆，並且準備使用黑漆噴上「當獨裁成為事實  革命就是義務」字句。然而在噴上「當」和「獨」兩個字的時候施蜜娜立即被在場學生與糾察隊制止，同時現場群眾還齊聲大喊「停止噴漆」。對此施明德的妻子陳嘉君進入議場內和抗議學生溝通，並且表示這是公民自主的發聲方式之一。
在中止行動半個小時後，施蜜娜在陳嘉君等人的協助下其重新爬上鋁梯上繼續噴漆，其中陳嘉君在現場還表示：「所有的訴求，都在這個行動裡面已經說明了一切。因為『當獨裁成為事實，革命就是義務』，也就是今天學生占領立法院的所有行動的理由。之後施蜜娜針對這次噴漆行動發表聲明，並且表示整個行動如果使政府覺得已經犯罪的話將會負起所有責任。到了下午整個噴漆行動才正式完成，對此聚集在立法院外的抗議群眾紛紛鼓掌支持。
學生代表江昺崙在接受採訪時表示學生尊重他們的行動以及言論自由等權利，因此雖然沒有事先邀請他們噴漆但是也不會特意制止行動，但是必須由參與成員自行負擔法律責任。太陽花運動結束時，雖然有聲音希望能夠保留文字，但最後噴字被清除。

### 梁天琦
2016年8月2日，本土民主前線發言人梁天琦在被通知參加當屆立法會選舉的提名無效後，在記者會指香港已成為獨裁的地方，指「當獨裁成為一個事實，我們還有甚麼可以做？革命就是我們的義務。」

### 朱立倫
2020年在討論臺灣進口美國肉類問題（萊豬問題）時，國民黨前主席朱立倫用這句話批評執政的民進黨。

### 徐世榮
國立政治大學社會學系教授徐世榮2024年5月24日參與青鳥運動上台發言時，表示要求藍白兩黨履行程序正義。也提及「當獨裁成為事實，革命就是義務」「不履行正當行政程序，就是獨裁的政權」。